# Décennie 1330 en architecture
| Années de l'architecture : 1327 - 1328 - 1329 - 1330 - 1331 - 1332 - 1333    |
| Décennies de l'architecture : 1300 - 1310 - 1320 - 1330 - 1340 - 1350 - 1360 |

Cet article présente les faits marquants de la décennie 1330 en architecture.

## Événements
- 23 août 1339 : le Consiglio generale della Campana décide la reprise de la construction de la cathédrale de Sienne. Le projet, gigantesque, est interrompu par la peste en 1348[1].

## Réalisations
- 1330 : 
  - construction de la grande fenêtre du chœur de la cathédrale de Wells[2].
  - reconstruction du monastère Saint-Stepanos de Djolfa, monastère arménien en Iran[3].
- Vers 1330-1367 : construction de la « salle de la Hanse », élément le plus ancien de l'Hôtel de ville de Cologne[4].
- Vers 1331-1336 : la rénovation du transept sud de Gloucester abbey est considéré comme la première manifestation du style gothique perpendiculaire en Angleterre[5].
- 1331-1339 : construction de l'église de la Sainte-Mère-de-Dieu de Noravank (Sourp Astvatsatsin) selon les plans de l'architecte Momik[6].
- 1333 : construction du Kapellbrücke, pont de bois couvert sur le Reuss à Lucerne, en Suisse[7].
- 1333-1391 : construction de la partie la plus prestigieuse de l'Alhambra de Grenade par les rois Youssouf Ier  (1333-1354)  puis Mohammed V al-Ghanî (1354-1359 et 1362-1391)[8].
- 1334 : Giotto rentre à Florence où il est nommé architecte en chef de la ville à la suite d’une inondation. Il réalise le projet de campanile pour la cathédrale Santa Maria del Fiore. Son assistant Andrea Pisano, lui succède à sa mort en 1337 comme maître d’œuvre de la cathédrale[9].
- 1335-1363 : construction du palais-forteresse dit palais des Papes d'Avignon par Pierre Poisson ou Peysson qui achève le Palais-Vieux à la demande de Benoît XII (1335-1340) et Jean de Loubières qui commence le Palais-Neuf pour Clément VI en 1345. De 1352 à 1363, Innocent VI achève la construction avec divers remaniements des parties hautes et la Galerie du Conclave[10]. Le Palais devient un important foyer artistique, où travaillent des équipes de peintres en provenance de toute l'Europe, comme Simone Martini et Lippo Memmi de Sienne, Matteo Giovannetti de Viterbe[11].
- 1336 : fondation de la cité-temple de Vijayanagar à Hampi en Inde[12].
- 1337-1370 : construction de l'actuel donjon de Vincennes[13].

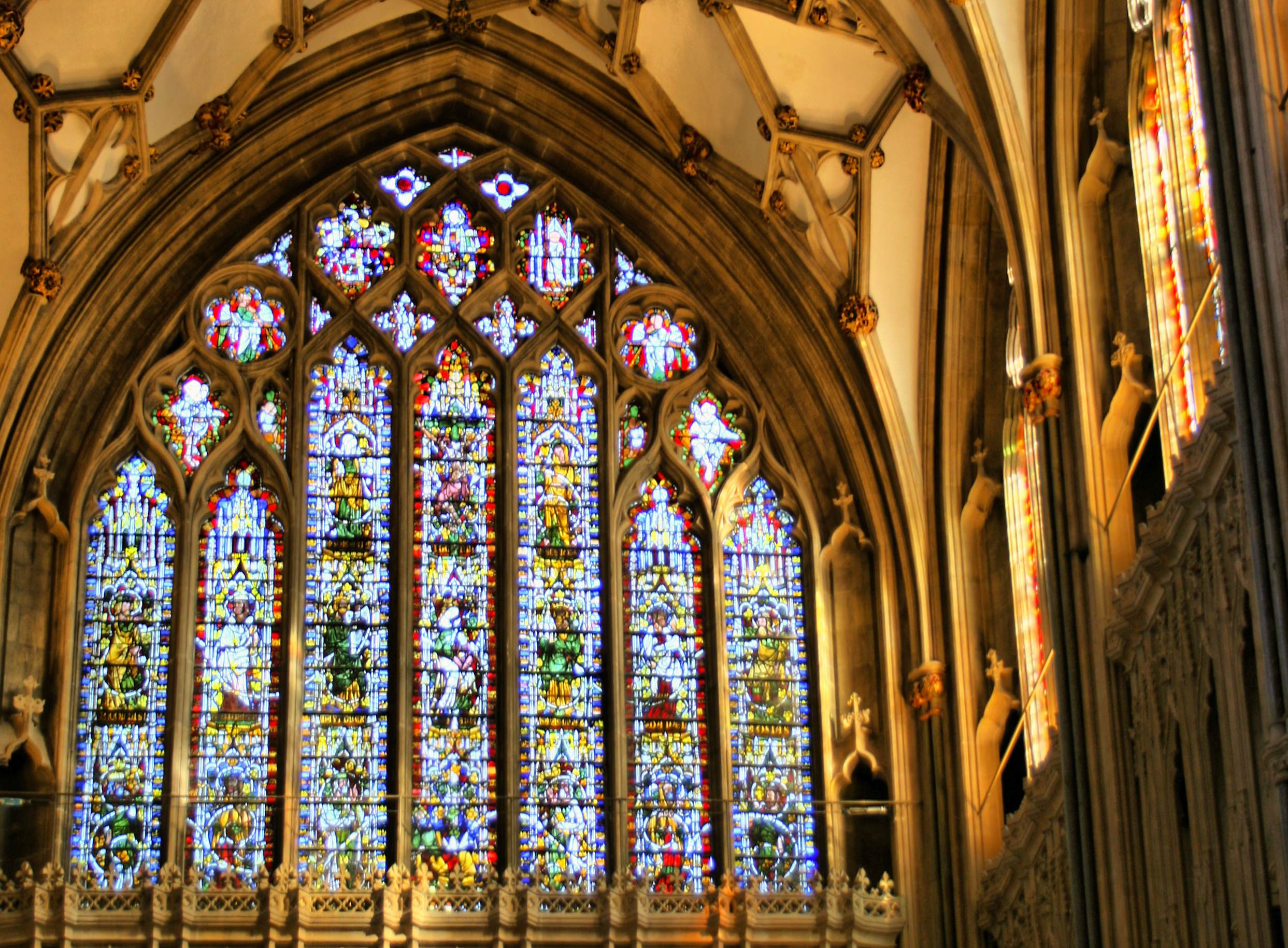
Chœur de la cathédrale de Wells.
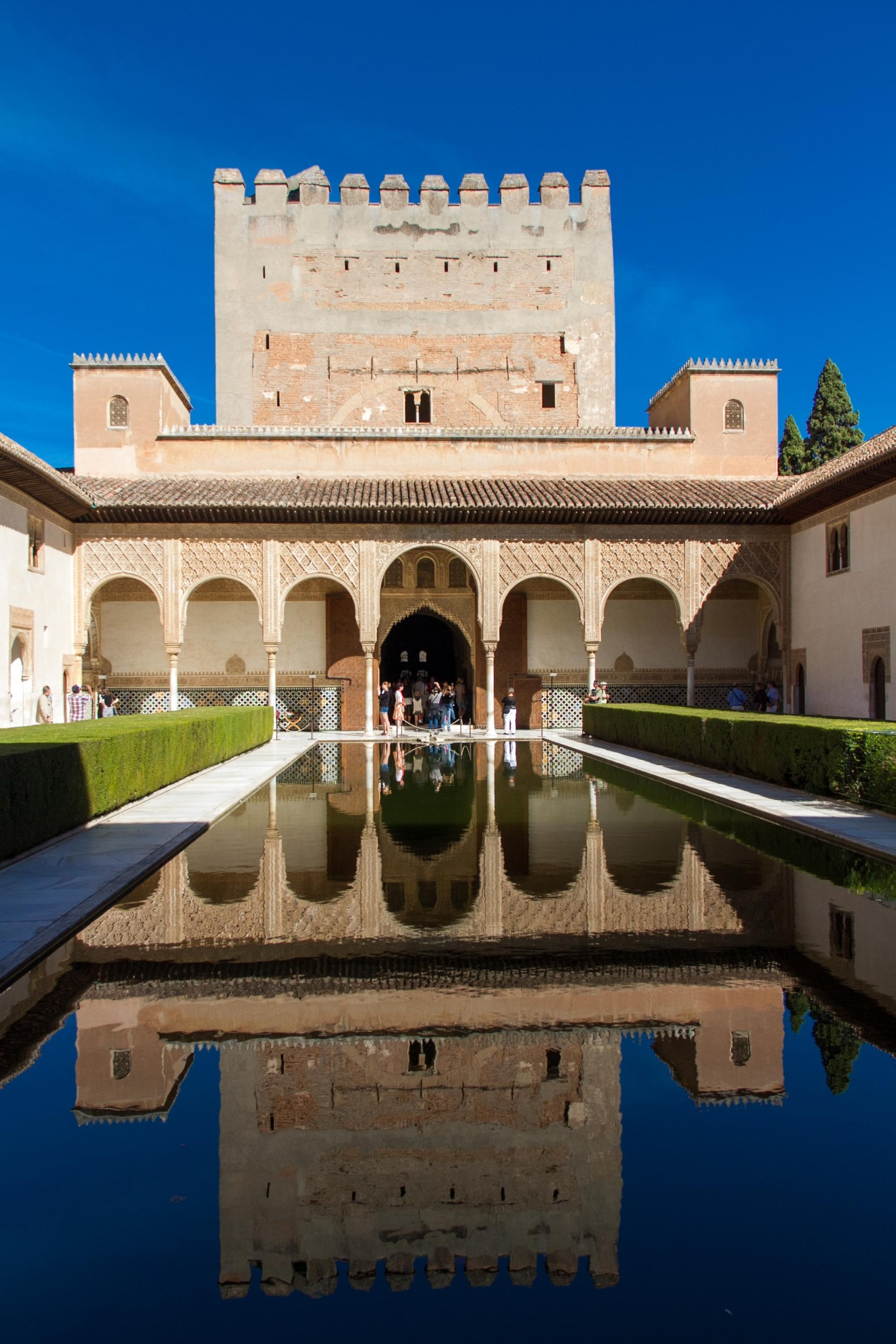
La Tour de Comares et la Cour des Myrtes, construites sous Youssouf Ier.
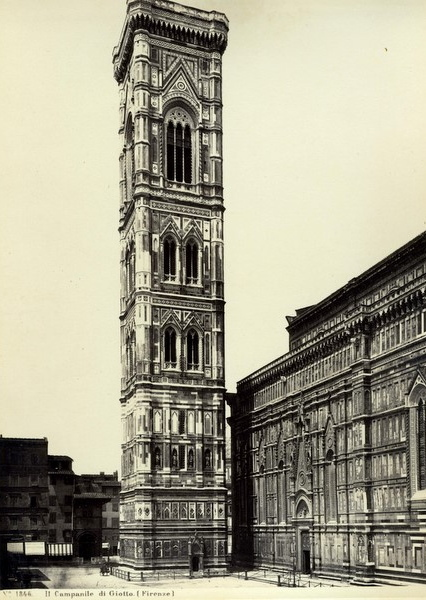
Campanile de Giotto
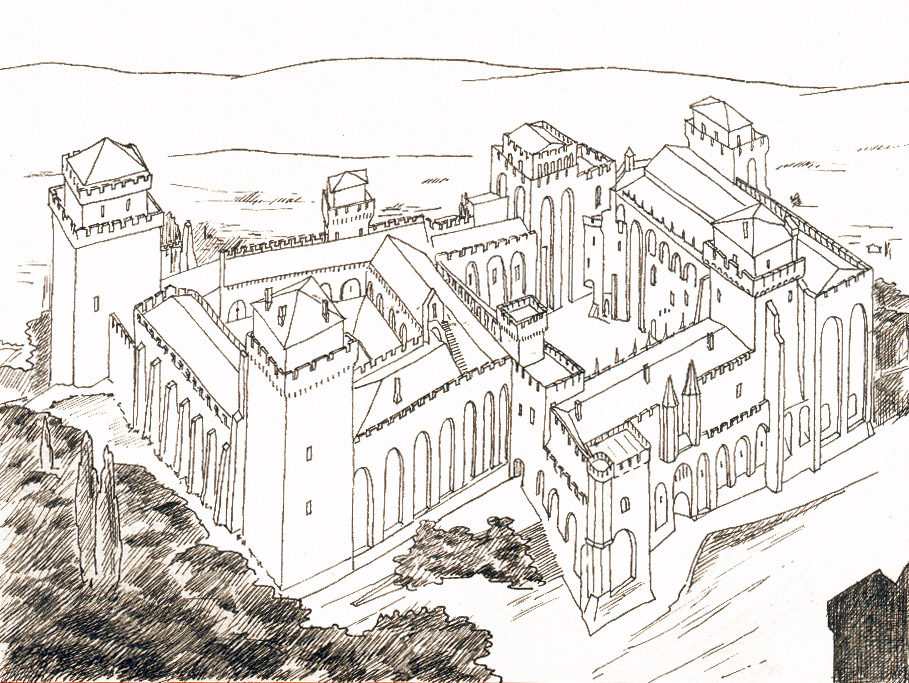
Palais des Papes d'Avignon, dessin de Joseph Rosier

## Naissances
- 1330 : Peter Parler († 1399)

## Décès
- 1330 : Lorenzo Maitani (° 1255)
- 1333 : Momik,  sculpteur, architecte et enlumineur arménien.
- 8 janvier 1337 : Giotto di Bondone (° 1267)